# Pygolabis humphreysi
Pygolabis humphreysi là một loài chân đều trong họ Tainisopidae. Loài này được Wilson miêu tả khoa học năm 2003.